# Byzas

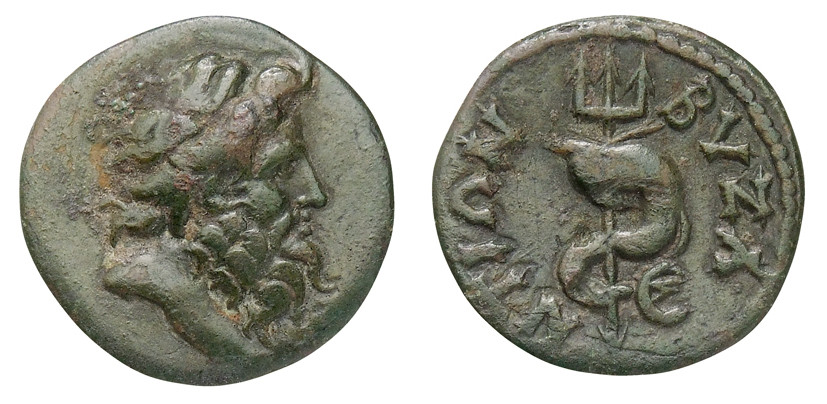
Munt van Byzas en Poseidon, 2e eeuw n.Chr.

Byzas was de zoon van Keroessa en Poseidon. 
Hij werd geboren waar de rivieren de Kydaros en de Barbyses in de zee uitmonden, de Gouden Hoorn, verwijzend naar zijn grootmoeder, de godin Io. Dit verhaal werd neergeschreven door Hesychius van Milete in zijn Patria de Constantinople, de oorsprong van de stad Constantinopel.
Byzas is de legendarische stichter van de stad Byzantion.
Een andere versie is dat Byzas de zoon was koning Nisos van Megara. Koning Nisos raadpleegde het Orakel van Delphi om een geschikte plaats voor een nieuwe kolonie te vinden. Byzas vertrok met een groep kolonisten uit zijn geboortestad Megara en vond in het noorden van de Zee van Marmara, tegenover de stad Chalcedon (Χαλκηδών, aan de Aziatische kant van de Bosporus), een uniek gunstige plaats om een stad te stichten, op een landtong in de vorm van een hoorn, met daarachter een natuurlijke haven, die niemand eerder als zodanig had herkend.